# Sauber C13
La Sauber C13 fu la vettura costruita ed impiegata dal team Sauber per disputare il Campionato mondiale di Formula 1 1994.

## Descrizione

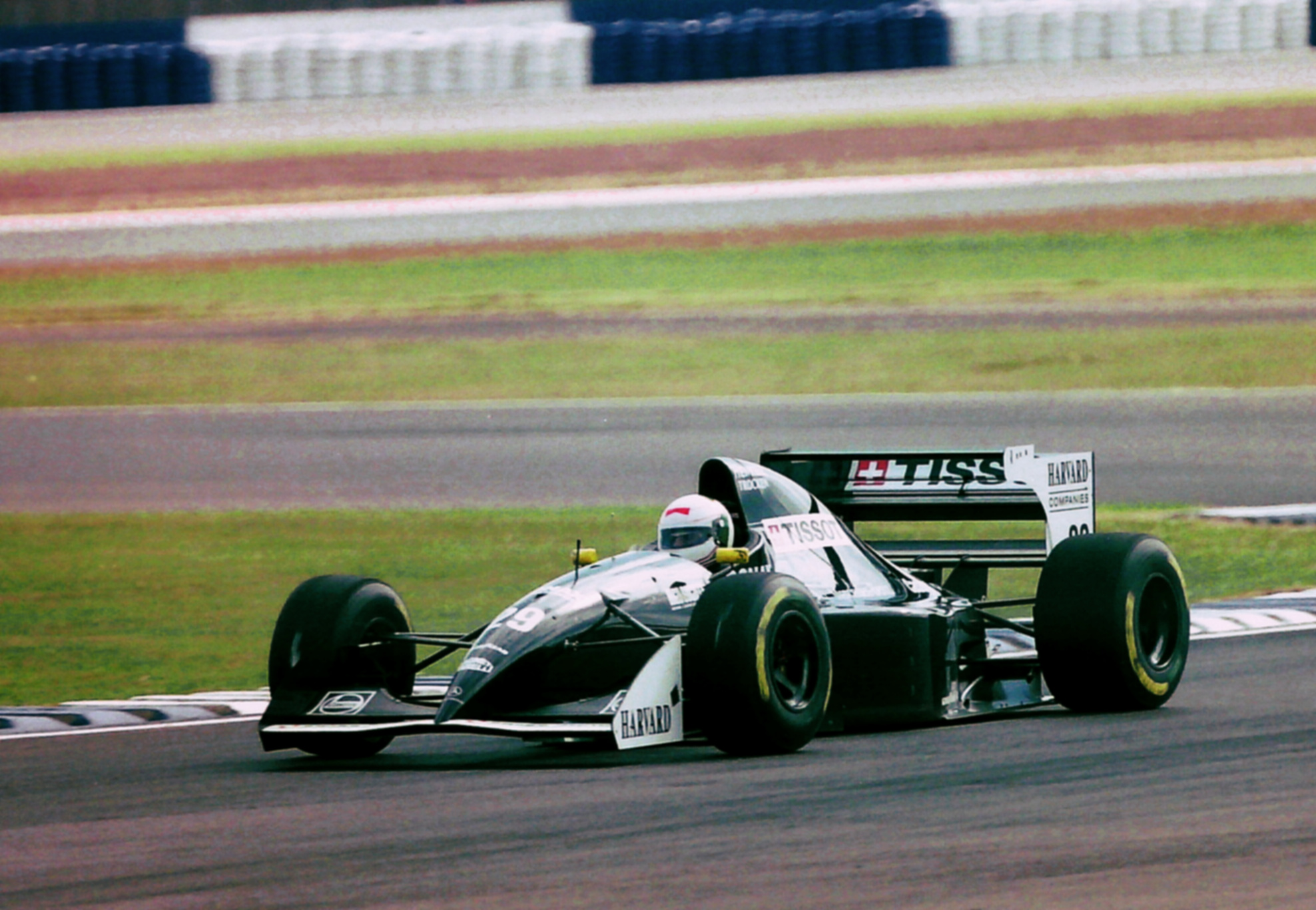
La C13 con i bordi dell'abitacolo rialzati.

La vettura, progettata da André de Cortanze e Leo Ress, montava un motore Mercedes-Benz V10 da 3,5 litri. La scuderia svizzera, che l'anno precedente aveva gareggiato con un motore Ilmor marcato Sauber, aveva infatti ottenuto la fornitura ufficiale dei propulsori costruiti dalla casa di Stoccarda.
Come prima guida fu confermato Karl Wendlinger, mentre al suo fianco fu schierato Heinz Harald Frentzen.
Dal punto di vista dei risultati, la stagione fu sostanzialmente analoga alla precedente, con 12 punti conquistati e l'8º posto finale nella coppa costruttori, ma decisamente piena di difficoltà: a Montecarlo Wendlinger, durante le qualifiche, subì un grave incidente all'uscita del tunnel, restando in coma per qualche giorno. La Sauber (dopo essersi ritirata dalla gara di Monaco e aver corso in Spagna col solo Frentzen) lo sostituì dapprima con Andrea De Cesaris (che raccolse un punto iridato), poi con JJ Lehto, che corse le ultime due gare della stagione. Il grosso dei punti (7) li raccolse Frentzen, che fu l'unico a guidare ininterrottamente per tutta la stagione.
Inoltre, a causa del disinteresse degli sponsor (alcuni, tra i quali il title sponsor Broker, ritirarono il loro appoggio a stagione in corso), la Mercedes dovette spesso farsi carico delle spese della squadra, sia di tasca propria, sia veicolando nuovi investitori.
A partire dal Gran Premio di Spagna, sulla scia dell'incidente di Wendlinger, la squadra provvide a modificare i bordi dell'abitacolo, rialzandoli al fine di proteggere il collo dei piloti dagli spostamenti laterali; tale misura sarebbe divenuta obbligatoria per tutte le squadre di Formula 1 nel 1996.
La C13 fu rimpiazzata per il campionato mondiale di Formula 1 1995 dalla C14.

## Scheda tecnica
- Carreggiata anteriore: 1,680 m
- Carreggiata posteriore: 1,630 m
- Telaio: monoscocca con fibre di carbonio
- Trazione: posteriore
- Frizione: multidisco
- Cambio: longitudinale Sauber-Xtrac, 6 marce e retromarcia (comando semiautomatico sequenziale a controllo elettronico)
- Differenziale: viscoso autobloccante
- Freni: a disco autoventilanti in carbonio
- Motore: Mercedes-Benz 2175B
  - Num. cilindri e disposizione: 10 a V (75°)
  - Cilindrata: 3 496 cm³
  - Potenza: > 700 CV
  - Distribuzione: pneumatica
  - Valvole: 40
  - Materiale blocco cilindri: alluminio microfuso
  - Olio: Castrol
  - Alimentazione: iniezione elettronica digitale
  - Accensione: elettronica statica
- Sospensioni: indipendenti con puntone e molla di torsione anteriore e posteriore
- Pneumatici: Goodyear
- Cerchi: 13"

## Risultati completi
| Anno | Vettura | Motore                      | Gomme | Piloti     |     |     |   |    |     |     |   |     |     |     |     |     |     |     |     |    |  |  |  |  |  |  |  |  | Punti | Pos. |
| ---- | ------- | --------------------------- | ----- | ---------- | --- | --- | - | -- | --- | --- | - | --- | --- | --- | --- | --- | --- | --- | --- | -- |  |  |  |  |  |  |  |  | ----- | ---- |
| 1994 | C13     | Mercedes-Benz 2175B 3.5 V10 | G     | Wendlinger | 6   | Rit | 4 | NP |     |     |   |     |     |     |     |     |     |     |     |    |  |  |  |  |  |  |  |  | 12    | 8º   |
| 1994 | C13     | Mercedes-Benz 2175B 3.5 V10 | G     | De Cesaris |     |     |   |    |     | Rit | 6 | Rit | Rit | Rit | Rit | Rit | Rit | Rit |     |    |  |  |  |  |  |  |  |  | 12    | 8º   |
| 1994 | C13     | Mercedes-Benz 2175B 3.5 V10 | G     | Lehto      |     |     |   |    |     |     |   |     |     |     |     |     |     |     | Rit | 10 |  |  |  |  |  |  |  |  | 12    | 8º   |
| 1994 | C13     | Mercedes-Benz 2175B 3.5 V10 | G     | Frentzen   | Rit | 5   | 7 | WD | Rit | Rit | 4 | 7   | Rit | Rit | Rit | Rit | Rit | 6   | 6   | 7  |  |  |  |  |  |  |  |  | 12    | 8º   |

| Legenda | 1º posto     | 2º posto | 3º posto    | A punti         | Senza punti/Non class.  | Grassetto – Pole position Corsivo – Giro più veloce |
| Legenda | Squalificato | Ritirato | Non partito | Non qualificato | Solo prove/Terzo pilota | Grassetto – Pole position Corsivo – Giro più veloce |